# Halichoeres pallidus
Halichoeres pallidus là một loài cá biển thuộc chi Halichoeres trong họ Cá bàng chài. Loài này được mô tả lần đầu tiên vào năm 1995.

## Từ nguyên
Tính từ định danh pallidus trong tiếng Latinh có nghĩa là "nhợt nhạt", hàm ý đề cập đến màu hồng nhạt gần như trắng của loài cá này khi được quan sát ở vùng nước sâu.

## Phạm vi phân bố và môi trường sống
H. pallidus có phạm vi phân bố không liên tục ở Tây và Trung Thái Bình Dương. Loài này được biết đến tại vùng biển phía đông Indonesia; Trung Philippines; Palau; quần đảo Phoenix và quần đảo Line.
H. pallidus sống dọc theo sườn dốc của rạn san hô viền bờ ở độ sâu khoảng từ 30 đến 75 m.

## Mô tả
H. pallidus có chiều dài cơ thể lớn nhất được ghi nhận là 10 cm. Loài này có màu hồng đặc trưng (là màu trắng khi được quan sát dưới nước sâu), trắng hơn ở bụng, trừ vây đuôi màu vàng với dải sọc xanh lam nhạt hình chữ V. Vây lưng có một đốm đen lớn ở phía trước. Đầu có các vệt sọc trắng hồng được viền màu đỏ tươi. Mắt cũng có các vạch đỏ băng ngang đồng tử. Cá con và cá cái có thêm hai đốm đen nữa trên vây lưng (ở giữa và phía sau vây).
Số gai ở vây lưng: 9; Số tia vây ở vây lưng: 12; Số gai ở vây hậu môn: 3; Số tia vây ở vây hậu môn: 12; Số gai ở vây bụng: 1; Số tia vây ở vây bụng: 5; Số vảy đường bên: 27–28.

## Thương mại
H. pallidus rất hiếm khi xuất hiện trong các hoạt động buôn bán cá cảnh do sống ở vùng nước sâu khó tiếp cận, chủ yếu là được đánh bắt ngẫu nhiên.